# وندل هریسون
وندل هریسون (انگلیسی: Wendell Harrison؛ زادهٔ ۱ اکتبر ۱۹۴۲) یک موسیقی‌دان اهل ایالات متحده آمریکا است.